# J-rap
Le J-rap (rap japonais, hip-hop japonais, ou J-hip-hop) est un genre musical lancé par le musicien Hiroshi Fujiwara à son retour au Japon au début des années 1980. Le J-rap s'inspire de la pop et du hip-hop old-school, de par notamment son rythme entrainant et son accessibilité musicale. De ce fait, le J-rap reste l'une des musiques les plus commerciales au Japon.

## Histoire

### Origines
À ses débuts, le hip-hop ne provoque aucun réel intérêt chez les labels majeurs japonais. De ce fait, le hip-hop japonais offre une représentation de globalisation culturelle tandis qu'il se popularise malgré les critiques de la part des labels majeurs et de la presse écrite. L'histoire montre que l'intérêt pour le genre ne grandit que par un désir de compréhension. Au Japon, cette motivation de représenter l'individualité est caractérisée par la breakdance, l'un des mouvements significatifs du hip-hop de l'époque,. Une importante étincelle émane du hip-hop japonais en 1983, lorsque la breakdance fait son apparition à Tokyo dans les films et performances sur scène ; bien avant cela, des chansons de hip-hop américain étaient jouées dans les soirées à Tokyo. Selon Takagi Kan, une première génération de MC japonais : « Je savais pas ce qui m'attirait dans le rap et le DJing... mais dans le breakdancing et le graffiti, on pouvait comprendre visuellement. Ou plutôt c'était tellement limpide que tu te disais, 'Whoa, c'est cool' [kakoii]. Avec le rap et le DJing, je ne savais pas vraiment ce qu'il y avait de cool. Danser c'est créer un impact visuel que chacun peut comprendre, quand tu te mets à danser il n'y a aucune barrière de la langue. La breakdance représente ce qui lancera vraiment le hip-hop japonais,. »
Comme l'Allemagne, le Japon apprend l'existence du hip-hop au printemps 1983 avec le film Wild Style. Ce film est le « lanceur classique du hip-hop, avec des prises dans le métro, de la breakdance, des MC jouant en freestyle et quelques rares apparitions des pères fondateurs du hip-hop, Grandmaster Flash, jouant un magnifique scratch-mix set sur d'anciennes platines. » La popularité du film mène les musiciens qui y ont participé à voyager au Japon pour en faire sa promotion et même jouer dans les boutiques. Peu après, la breakdance s'étend au parc Yoyogi de Tokyo depuis la fin des années 1990, dans lequel les musiciens de rue venaient jouer chaque samedi. Crazy-A, désormais chef de Rock Steady Crew Japan « était l'un des pionniers de la breakdance au parc Yoyogi en début 1984 ». Crazy-A organise le « B-Boy Park » annuel, à chaque mois d'août, et parvient à attirer de nombreux fans et des douzaines de groupes de breakdance. Il y avait beaucoup de ce qu'ils appellent de Soul Dancing, qui aidera la culture japonais à accepter la danse de rue.
La montée des DJs est l'étape suivante de la scène hip-hop japonaise. Avant 1985, il n'existe que très peu de DJs à la radio, mais avec l'accélération du mouvement, un tout premier club de hip-hop ouvre en 1986. Mais malgré cela, beaucoup pensent que le fait de rapper en japonais n'aurait pas la puissance escomptée par rapport au DJing. Des musiciens de rue commencent à faire de la breakdance au parc de Yoyogi, comme DJ Krush devenu DJ mondialement renommé. En 1986, un club entièrement consacré au hip-hop ouvre à Shibuya. Alors que l'intérêt du hip-hop s'accroit chez les japonais durant les années 1980 et le début des années 1990, la scène du rap reste quant à elle minuscule et marginalisée. Le fait que le rap reste impopulaire au Japon comparé au hip-hop tient du fait que la langue japonaise « ne contient aucune nervosité, et que les phrases doivent se terminer par quelques verbes simples. » Ito Seiko, Chikado Haruo, Tinnie Punx et Takagi Kan sont des rappeurs ayant émergé au Japon à cette période, et se popularisent malgré leur langue.

### Années 1990 et 2000

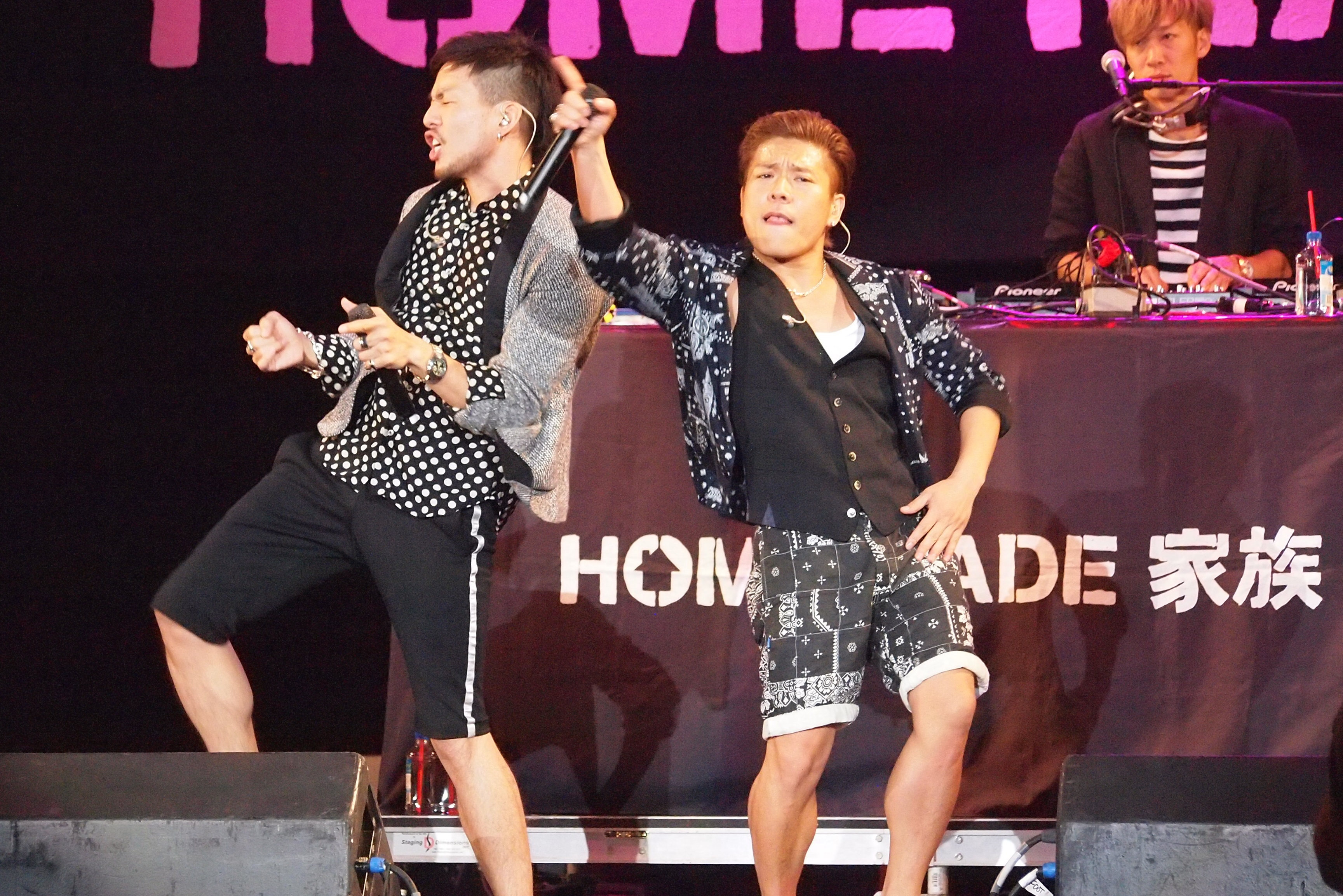
Home Made Kazoku en 2013.

Les années 1994 et 1995 marquent les débuts commerciaux du hip-hop au Japon. Le premier hit du genre est le titre Kon'ya wa būgi bakku de Scha Dara Parr et Ozawa Kenji, suivi par Da. Yo. Ne. et Maicca de East En X Yuri, écoulés chacun à un million d'exemplaires. Cette popularité soudaine pour le J-rap, largement caractérisé comme rap de fête, lancent des débats concernant la différence entre musiciens de hip-hop commercial et musiciens de hip-hop underground.
Une attaque underground est faite à l'encontre du J-rap commercial dans le titre Shogen de Lamp Eye, dans lequel le rappeur You the Rock s'en prend au groupe pop Dassen Trio. Ian Condry explique que les rappeurs de cette chanson imitent l'attitude machiste du rap, citant comme inspiration Public Enemy et Rakim. Dassen Trio, et d'autres rappeurs pop, répondent à ces attaques en expliquant que leurs thèmes permettent une meilleure accessibilité du genre musical auprès du grand public, et remettent en question l'« objectif » des rappeurs underground.
Les paroles du rap japonais ont tendance à désigner des sujets à caractère banal comme la nourriture, les téléphones et le shopping. Depuis 2000, la scène hip-hop japonaise s'accroit et se diversifie. Le style hip-hop style et le rap japonais sont d'énormes succès commerciaux au Japon. Dans une entrevue effectuée en 2003 avec la BBC, le directeur d'un magasin de disque, Hideaki Tamura note que « le hip-hop japonais a vraiment commencé à exploser durant les deux ou trois dernières années. Je n'aurai jamais pensé qu'il y aurait un temps pendant lequel des albums japonais pouvaient surpasser les albums américains en matière de vente. » De ce fait, de nouvelles scènes commencent à émerger. Elles vont « du rock rap au hard core gangsta, du slam à la techno rap oldschool, et du rap conscient antigouvernemental, pro-marijuana, et inspiré par le heavy metal, à d'autres genres. »